# جایزه بزرگ برزیل ۱۹۷۷
جایزه بزرگ برزیل ۱۹۷۷ (انگلیسی: ‎1977 Brazilian Grand Prix‎) یک مسابقهٔ موتوری در رشتهٔ اتومبیل‌رانی فرمول یک بود که در تاریخ ۲۳ ژانویهٔ ۱۹۷۷ در اینترلاگوس واقع در سائو پائولو، برزیل برگزار شد. این گراند پری در میان ۱۷ گراند پری در فصل ۱۹۷۷، مسابقهٔ شمارهٔ ۲ بود.
در این مسابقه که در ۴۰ دور و به مسافت ۳۱۸٫۴۰۰ کیلومتر (۱۹۷٫۸۴۵ مایل) برگزار شد، پول پوزیشن توسط جیمز هانت کسب شد و سریع‌ترین زمان برای طی یک دور پیست که برابر با ۲:۳۴٫۵۵ بود نیز توسط جیمز هانت به ثبت رسید.
کارلوس روتمان از تیم فراری، جیمز هانت از تیم مک‌لارن-فورد و نیکی لائودا از تیم فراری به‌ترتیب مقام‌های اول تا سوم مسابقه را کسب کردند.

## رده‌بندی قهرمانی پس از مسابقه
| جایگاه | راننده           | امتیاز |
| ------ | ---------------- | ------ |
| ۱      | کارلوس روتمان    | ۱۳     |
| ۲      | جودی شکتر        | ۹      |
| ۳      | کارلوس پیس       | ۶      |
| ۴      | جیمز هانت        | ۶      |
| ۵      | امرسون فیتیپالدی | ۶      |
| منبع:  |                  |        |

| جایگاه | سازنده            | امتیاز |
| ------ | ----------------- | ------ |
| ۱      | فراری             | ۱۳     |
| ۲      | ولف-فورد          | ۹      |
| ۳      | برابام-آلفا رومئو | ۶      |
| ۴      | مک‌لارن-فورد       | ۶      |
| ۵      | فیتیپالدی-فورد    | ۶      |
| منبع:  |                   |        |

یادداشت
- تنها پنج جایگاه نخست از هر رده‌بندی نمایش داده شده است.